# エリン・フィリップス
エリン・ビクトリア・フィリップス（Erin Victoria Phillips、1985年5月19日オーストラリア、メルボルン出身 ）は、オーストラリアの女子プロバスケットボール選手である。ポジションはガード。父はオージーフットボールの名選手だったグレッグ・フィリップス。

## 経歴
「オーストラリア国立スポーツ研究所」からWNBLのアデレード・ライトニングでプロデビュー。
2005年にWNBAのコネティカット・サンからドラフト全体21位指名を受け、翌年に契約。
2011年、インディアナ・フィーバーと契約。
2014年、フェニックス・マーキュリーへ移籍
2015年、ロサンゼルス・スパークスへ移籍。
2008年以降、WNBAオフシーズンは欧州でプレー。2008-09はイスラエル、2009-10以降はポーランドのチームに所属。
一方、オーストラリア代表に19歳で選出され、2006年の世界選手権では優勝を飾る。北京オリンピックでも銀メダルを獲得。
2016年夏季オリンピックでは副キャプテンを務めた。
AFL女子（AFLW）のアデレード・フットボール・クラブとポート・アデレード・フットボール・クラブでもプレーし、2023年に引退。プレミアシップに3度、リーグベスト＆フェアに2度輝いている。